# 동사강목
《동사강목》(東史綱目)은 조선의 학자 안정복(安鼎福)이 저술한 강목체(綱目體) · 편년체(編年體) 역사서이다.
중국 남송(南宋) 주자(朱子)의 《강목》(綱目)의 체제를 따라 중국 은(殷) 왕조의 기자(箕子)가 주(周)에서 고조선(古朝鮮)으로 망명한 시점으로 알려진 기원전 1122년(주 무왕 13년, 기묘년)부터 고려(高麗) 34대(마지막) 군주 공양왕(恭讓王)이 이성계(李成桂)에 의해 강제로 양위하고 고려가 멸망하게 되는 1392년(고려 공양왕 4년, 임신년)에 이르기까지의 2,514년에 걸치는 역사를 수록하였다.
전체 17권 34책(각권이 상·하로 분류되어 있다)에 서론과 부록 3권이 덧붙여져 있다.

## 개요
저자 안정복은 그의 나이 45세 되던 해인 영조(英祖) 32년(1756년)에 《동사강목》의 저술을 시작하였다. 본서의 저술은 안정복의 스승이기도 한 성호 이익의 역사에 대한 관심에서도 영향을 받은 것으로 보이는데, 《동사강목》을 집필하기 시작한 시점부터 전체 초고가 완성되는 영조 36년(1760년)까지 4년에 걸쳐 한국사의 주요 사건과 인물에 대한 평가 문제, 역대 강역과 지명의 고증 등에 대해 의심나는 점에 대하여 안정복은 일일이 스승 이익에게 편지로 질문하였고(이때 이익의 답변은 《동사강목》서술에 대부분 반영되었다), 이익의 문인인 소남 윤장(윤동규)과 이익의 조카 이정산(이병휴)에게도 영조 32년(1756년)과 35년(1759년), 32년(1756년)과 34년(1758년)에 각각 편지를 보내어 자문을 구했다. 이때 안정복이 보낸 12통의 편지와 그에 대한 스승 이익의 답장은 현재 《순암선생문집》권10 '동사문답(東史問答)', 《성호전집(星湖全集)》권24∼27에 그 내용이 실려 전하며, 「조선시대간찰집모음」(한국고서간찰연구회, 다운샘, 2006)에는 편지의 원본사진이 수록되어 있다.
또한 《동사강목》은 기존의 역사서술에 대한 불만에서 시작되었다. 안정복은 기존의 역사책에 대해 "소략하면서 사실과는 다르다"(《삼국사기》에 대해), "번잡하고 쓸데없는 것이 많고 요점이 될 만한 것은 적다"(《고려사》에 대해), "지나치게 상세하고 그래서 방대한 책이 되었지만 의례가 어긋나고 잘못이 많고 잡스러움도 심하다"(《동국통감》에 대해) 비판하는가 하면, 이미 기존에 편찬되어 있던 《여사제강》(麗史提綱)이나 《동사찬요》(東史纂要)에 대해서도 "필법이 간혹 어긋나기도 하고 오류 때문에 잘못을 답습한 폐단까지 낳게 되었다" 등, 주자가 제시했던 강목체의 체제나 필법, 서술원칙을 제대로 이해하지 못하였다고 비판한다. 특히 역사책에 서술된 사실들의 고증이나 내용의 부실함에 대한 불만까지 더해져, 안정복 스스로가 《동사강목》의 집필을 결심하게 된 것이다. 저자는 《삼국사기》나 《삼국유사》, 《고려사》, 《동국통감》 등의 역대 사서 8종뿐 아니라 32종의 문집류(묘지명·족보 포함) 등의 방대한 사료를 하나의 편년체적 형식을 띤 것으로 재구성하였고 여기에 김부식(金富軾), 이제현(李齊賢) 등 고려와 조선의 유학자 17명의 사론을 참고로 제시하였다.
흔히 알려진 통설과는 달리 《동사강목》의 전체분량을 안정복 혼자서 집필한 것은 아니고, 집필을 시작하고 2년만인 영조 33년(1757년)에 병을 얻은 안정복은 일단 집필을 중지했다. 이때 이미 《동사강목》 수권(首卷)의 동사범례(東史凡例)와 부권의 지리고(地理考)는 완성된 상태였음을 영조 32년에 이익에게 보낸 편지에서 확인할 수 있다. 영조 35년, 고려 중기인 인종(仁宗) 시대(《동사강목》권제8)까지 집필한 시점에서 병이 더 악화되자 자신이 집필을 모두 완성하지 못하고 죽을 것을 대비해 동생인 정록과 아들 경증, 그리고 이원양(李元陽, 스승 이익의 손자)과 권기명(權旣明, 권철신 즉 그의 사위인 권일신의 형)에게 자신의 뒤를 이어 《동사강목》의 완성해줄 것과, 예전 자신이 편지를 보내 자문을 구하기도 했던 대장(大匠, 윤동규)에게 마지막 윤문을 부탁하는 유서를 남겼다(《순암집》권14). 유서에서 안정복은 "이 책(동사강목)은 우리 나라에 아직까지 없었던 책으로서 여기에 거는 기대가 적지 않다"며 《동사강목》 집필과 완성에 대한 기대를 보이고 있다. 나머지 초고 부분(11권 분량)의 완성은 1년 동안 이들 동료 문인과 제자들에 의해 급속으로 완성된 것으로 보인다.
초고가 완성된 뒤 병이 다소 나은 안정복은 스승 이익의 부탁으로 그의 《성호사설》을 간추린 《성호사설유편》(1762년)과 고려 이후, 조선 왕조의 역사책인 《열조통기》(1769년)를 각각 완성하는 등의 저술 작업과 세손(世孫, 훗날의 정조)의 교육을 맡게 되어 서연에 참석하는 등의 관직 생활을 하느라 미처 완성된 초고를 보완할 시간이 없었다. 1774년 무렵에 《동사강목》의 열람을 요청하는 세손의 명을 받들어 안정복은 예전 완성해두었던 《동사강목》의 초고를 꺼내 마무리 작업을 시작하여 정조(正祖) 2년(1778년) 책의 서문(序文)을 지음으로서 책이 완성된다. 《동사강목》의 초고가 완성된지는 18년, 그의 나이 67세 되던 해의 일이다. 이후 정조 5년(1781년) 《동사강목》은 정조의 교서에 따라 대궐로 바쳐졌다.

## 구성
《동사강목》은 크게 수권(首卷)·본편(本編)·부권(附卷)의 세 부분으로 구성되어 있다.
1. 수권
1. 제동사편면
2. 동사강목서
3. 목록
4. 동사강목 범례(凡例) : 범례를 통해서 통계(統系) 및 포폄(褒貶)의 원칙을 세웠다.
1) 통계 - 통계는 역사의 정통론을 정립하는 것을 말한다. 동사강목은 기자조선-마한(馬韓)-신라-고려를 정통으로 삼았다. 단군조선을 정통으로 삼지는 않았지만 정통에 준하도록 기록하였으며, 삼국은 특정한 정통을 정하지 않고 무통(無統)으로 하였고, 위만조선, 후삼국, 신라 멸망 이전의 고려는 참국(僭國)으로 삼았다는 것이 있다. 부여·예맥·옥저·가락(駕洛), 대가야(大加倻) 등은 소국(小國)으로 기록했다. 또한, 이전 사서에서 고려 정통 왕으로 인정하지 않았던 전폐왕 우(前廢王 禑), 후폐왕 창(後廢王 昌)을 모두 정통 군주로 기록하였다.
2) 세년(歲年) - 정통 및 참국의 기년을 기준으로 삼았다. 갑자(甲子)를 먼저 쓰고 다음에 기년을 서술하였으며 중국의 기년은 본문 바깥에 별도로 기록하였다. 정통 왕조의 기년은 연도만 표시하였고, 소국이나 참국 등의 기년은 국명 및 왕호를 함께 표기하였다. 삼국은 무통이기 때문에 모두 국명 및 왕호를 부기하였다. 신라의 여왕 및 찬탈자의 경우 이름 및 기년을 먹으로 표시하였다.
3) 명호(名號) - 정통의 임금은 왕(王) 또는 시호로 표시하였고, 정통이 아닌 임금은 모국왕(某國王), 소국의 임금은 모국군(某國君), 찬탈자는 이름을 썼다. 초기 신라의 왕호는 기년 및 목(目)에는 왕(王)으로 표기하였으나 강(綱)에서는 원형 그대로 표기하였다.
4) 포폄(褒貶) - 기록을 하는 데 있어서 단어 및 용어의 사용에 철저한 원칙을 세워 포폄을 나타내려 하였다. 같은 의미에도 칭찬하는 글자와 꾸짖는 글자를 달리 사용하였으며 정통에 사용하는 글자와 비정통에 사용하는 글자를 다르게 하였다. 예를 들어 정통의 왕의 죽음은 훙(薨), 비정통 왕의 죽음은 졸(拙), 찬탈자의 죽음은 사(死)로 서술하였다.
5. 도(圖)
1) 상(上) - 《동국역대전수지도》(한국 역대 국가의 흥망)와 전세지도(傳世之圖, 각국의 왕계보)[2]
2) 중(中) - 지도(각국의 강역표)
3) 하(下) - 관직연혁도(官職沿革圖)

2. 본편
1. 권1상 - 조선과 마한
2. 권1하 ~ 권4상 - 삼국 시대(10년 ~ 668년)
3. 권4하 ~ 권5하 - 신라(669년 ~ 935년)
4. 권6상 ~ 권17 - 고려(936년 ~ 1392년)

3. 부권
1. 상권(上卷) - 고이(考異) : 전설이나 기록 등이 상반되게 전해져 오는 것을 따로 기록한 것이다. 여러 사실 가운데 특정 사실을 선택한 이유를 서술.(사마광의 《자치통감》의 영향을 받아 지은 것임을 저자 본인이 밝히고 있다)
2. 중권(中卷)
1) 괴설변증(怪說辨證) - 괴상한 전설·기록 등에 대해서 비판을 가한 것이다. 삼국의 시조 설화를 비롯하여 많은 신이(神異)한 전설에 대하여 비판.
2) 보유(補遺) - 금의에 대한 자신의 추측을 기록. 통설과 상반되는 추측이기에 부록에 따로 서술.
3) 잡설(雜說) - 기타 잡다한 고증이나 의견을 기록.
3. 하권(下卷)
1) 지리고(地理考) - 국가별 강역, 논란이 많은 개별 지명에 대한 문헌적 고증. 《동사강목》에서 가장 높이 평가받는 부분이다.

## 평가
이 책에 흐르는 사상은 애국적 사상과 애민적(愛民的) 사상이다. 이러한 사상은 본편 17개 권 속에 한결같이 흐르고 있다. 이 본편 외에 《동사강목》의 가치를 한결 높여준 것은 마지막의 부권(附卷)이다. 여기에는 고이(考異) · 괴변설(怪辯說) · 잡설(雜說) · 지리고(地理考) 등의 4개 편목(篇目)이 들어 있고, 각 편에는 다시 여러 개의 개별적 문제들이 취급되어 있다. 《동사강목》은 경세치용학파의 저술로서 근대 계몽기에 이르러 학문적 · 사상적 영향이 더욱 현저하였다.

## 같이 보기
- 안정복
- 동국통감
- 신라